# Cabiao
Cabiao (Bayan ng Cabiao) är en kommun i Filippinerna. Kommunen ligger på ön Luzon, och tillhör provinsen Nueva Ecija. Folkmängden uppgår till 62 624 invånare.

## Barangayer
Cabiao är indelat i 23 barangayer.
| - Bagong Buhay ("Lote") - Bagong Sikat - Bagong Silang - Concepcion - Entablado - Maligaya - Natividad North (Pob.) - Natividad South (Pob.) - Palasinan - San Antonio ("Pantalan") - San Fernando Norte - San Fernando Sur | - San Gregorio - San Juan North (Pob.) - San Juan South (Pob.) - San Roque - San Vicente - Santa Rita - Sinipit - Polilio - San Carlos - Santa Isabel - Santa Ines |